# Luciano Orati
Luciano Orati (Roma, 20 luglio 1957) è un ex calciatore italiano, di ruolo centrocampista.

## Carriera
Debutta in Serie D con l'Almas Roma nel 1977 e, dopo un anno al Varese con cui colleziona 4 presenze in Serie B, passa alla Mestrina ed ancora all'Almas Roma in Serie C2.
In seguito disputa quattro campionati di Serie C1 con il Benevento. Nel 1985 passa al Messina, dove vince il campionato di Serie C1 1985-1986 e gioca le due stagioni successive in Serie B, categoria in cui totalizza 53 presenze e 5 gol.
Torna quindi a giocare in Serie C1, prima a Foggia, dove conquista una promozione in Serie B nel 1989, poi a Brindisi e infine a Catanzaro, squadra con cui retrocede e con cui termina la carriera da professionista nel 1993 in Serie C2.
Allenatore
Ha allenato la U19 dell'Ancona, in serie C2 a Nardò e diverse squadre in serie D tra cui Latina, Milazzo , Ostuni e Astrea. Ha allenato a Nardò in prima categoria, Ostia Mare, Tivoli, Gerano, Licenza , Vis Subiaco e due volte il Vicovaro

## Palmarès

### Club

#### Competizioni nazionali
- Campionato italiano Serie C1: 1

Messina: 1985-1986
- Serie D: 1

A.L.M.A.S.: 1977-1978